# Hélène Châtelain
Hélène Châtelain (28 de diciembre de 1935 - 11 de abril de 2020) fue una actriz francesa que apareció como "la mujer" en La Jetée de Chris Marker (1962), y luego trabajó con el dramaturgo Armand Gatti e Iossif Pasternak. También fue traductora, escritora y cineasta (Goulag). 

## Filmografía seleccionada

### Actriz
- La Jetée (1962)

### Guionista / directora
- 1973: Les Prisons aussi, film 16 mn, directed by Hélène Châtelain and René Lefort. Production : G.I.P. (Michel Foucault), 1973
- 1972/73: "Dix jours sur la Z.U.P. des Minguettes ou l'Amazonie est de l'autre côté de la rue", film vidéo 1/2 pouce, directed by Hélène Châtelain and Stéphane Gatti. Production : A.C.I.D.E.
- 1976: Le lion, sa cage et ses ailes, 6 films vidéo 1/2 pouce by Armand Gatti, shooting and editing by Hélène Châtelain and Stéphane Gatti Production : Les Voyelles et l'I.N.A.
- 1977: Siniavsky, une voix dans le cœur, film 16 mn, auteur Hélène Châtelain, réalisé par Carlos de LLanos. Production : Seuil Audiovisuel, 1977.
- 1979: La première lettre, 6 films vidéo Umatic d'Armand Gatti, tournage et montage d'Hélène Châtelain, Stéphane Gatti et Claude Mouriéras. Production : Les Voyelles et l'I.N.A. (1979). Passage à FR3 en juillet/août * 1979. Et un inédit directed by H. Châtelain.
- 1980: Un Poème, cinq films, video film Umatic, written by Hélène Châtelain, directed and edited by Stéphane Gatti. On the work of Armand Gatti. Production : Les Voyelles et Ministère des Relations Extérieures.
- 1982: Irlande, terre promise, film vidéo Umatic, written and directed by Hélène Châtelain. Documentary on the context of the filming of Nous étions tous des noms d'arbres (We were all names of trees). Production : Les Voyelles et Dérives Films Production
- 1985: Nous ne sommes pas des personnages historiques, film vidéo BVU by Hélène Châtelain. Production : Les Voyelles et l'Archéoptéryx, Documentary on the play by Armand Gatti and the character of Nestor Makhno.
- 1985: Les Gens de la moitié du chemin, film vidéo BVU by Hélène Châtelain. On the Hmong community (Laos) refugees in Toulouse. Production : Les Voyelles et l'Archéoptéryx.
- 1985: Le Double Voyage, film vidéo BVU by Hélène Châtelain and Christophe Loyer. Text, drawings and sculptures: Christophe Loyer ; Editing : Hélène Châtelain. Production : L'Archéoptéryx, Ministère de la culture. Les Voyelles,
- 1987: Maintenant, ça va, film vidéo BVU byHélène Châtelain. Co-production : Centre Simone de Beauvoir et La Parole Errante.
- 1988: Pourquoi les oiseaux chantent, film vidéo BVU  by Hélène Châtelain. Co-production : Centre Simone de Beauvoir et La Parole Errante.
- 1988: Le Bannissement (film about the poet Alexandre Galitch)
- 1990: Qui suis-je ? (Marseille 1990), film vidéo bétacam by Hélène Châtelain after a script by Armand Gatti Co-production La Parole Errante Vidéo 13, 1990. Portraits of trainees on Armand Gatti's play Le Cinécadre de l'esplanade Loreto reconstructed in Marseille for the great parade of the Eastern countries.
- 1990: De la petite Russie à l’Ukraine, film by Iossif Pasternak, text by Leonid Plyushch (Hélène Châtelain is at the initiative of the project). Production Vidéo 13.- ARTE
- 1991: Moscou, 3 jours en août, film by Iossif Pasternak, co-montage et traduction d’Hélène Châtelain. Production Vidéo 13. ARTE.
- 1992: Le Fantôme Efremov
- 1994: La Cité des savants (telefilm Arte)
- 1995: Nestor Makhno, un paysan d’Ukraine, see on line [archive] sur Vimeo.
- 1997: Mikhaïl A. Boulgakov, in cooperation with Iossif Pasternak
- 2000: Goulag, documentary written by Hélène Châtelain, directed by Iossif Pasternak, 220 min, 13 Production8 , the documentary was broadcast in June 2000 by Arte, in 2 parts (2 times 110 min)
- 2003: Le Génie du mal, documentary on the Russian composer, Alexandre Lokchine (1920-1987), making Iossif Pasternak, co-written by Hélène Châtelain, 85 min, 13 Production10
- 2003: Chant public devant deux chaises électriques
- 2004: Efremov, lettre d’une Russie oubliée

## Teatro

### Cómico
- 1962: L'avenir est dans les œufs ou il faut de tout pour faire un monde por Eugène Ionesco, dirección Jean-Marie Serreau, Théâtre de la Gaîté-Montparnasse
- 1963: L'avenir est dans les œufs ou il faut de tout pour faire un monde por Eugène Ionesco, dirección Jean-Marie Serreau, Théâtre de l'Ambigu
- 1963: Amédée ou Comment s'en débarrasser por Eugène Ionesco, dirección Jean-Marie Serreau, Théâtre de l'Ambigu
- 1964: Maître Puntila et son valet Matti por Bertolt Brecht, dirección Georges Wilson, TNP Théâtre de Chaillot
- 1965: Les Troyennes de Eurípides, dirección de Michael Cacoyannis, TNP Théâtre de Chaillot, Festival d'Avignon 1965 y 1966
- 1966: Chant public devant deux chaises électriques por Armand Gatti, dirigida por el autor, TNP Théâtre de Chaillot
- 1966: Un homme seul de Armand Gatti dirigida por el autor, Comédie de Saint-Étienne
- 1967: La Nuit des Rois de Shakespeare par les comédiens de Toulouse face aux événements du Sud-Est asiatique   : V comme Vietnam de Armand Gatti, dirigida por Armand Gatti, Théâtre Daniel Sorano Toulouse
- 1968: La Cigogne de Armand Gatti, dirigida por Jean Hurstel, Universidad de Estrasburgo
- 1975: Le Joint de Armand Gatti, dirigida por Armand Gatti, Festival d'Automne, CES Jean Lurçat de Ris-Orangis
- 1977: Le Cheval qui se suicide par le feu por Armand Gatti, dirigida por Armand Gatti, Festival d'Avignon
- 1982: Le Labyrinthe de Armand Gatti, dirigida por Armand Gatti, Festival d'Avignon

## Dirección
1969: La Journée d'une infirmière, de Armand Gatti 1996: L'Enfant rat, de Armand Gatti, Festival des francophonies 

## Traducción
- 1978: Quatre femmes terroristes contre le tsar, por Vera Zassoulitch, Olga Loubatovitch, Élisabeth Kovalskaïa, Vera Figner, textos recopilados y presentados por Christine Fauré
- 2008: Éloge des voyages insensés, por Vassili Golovanov (Prix Russophonie 2009 para traducción)
- 2013: Espaces et Labyrinthes, traducción del ruso por Hélène Châtelain, éditions Verdier, colección «Slovo», 2013, 256 p.

## Publicaciones
- Prólogo a Armand Gatti, Les Personnages de théâtre meurent dans la rue, Revue Axolotl - Revue Nomade, n ° 1, 1996.
- Prólogo a Armand Gatti, Opéra avec titre long, Toulouse, L'Ether vague, 1986.
- «Néstor Makhno. Les images et les mots », en Cinéma Engagé, Cinéma Enragé, L'homme Et La Société (revista internacional de investigación y síntesis en ciencias sociales) no 127-128, L'Harmattan, 1998 (DOI: 10.3406 / homso.1998.3562 )
- L'insurrection de l'esprit  : Khlebnikov / Gatti », Europa, no 877, mayo de 2002.